# Tarazed
Tarazed (gamma Aquilae) is een heldere ster in het sterrenbeeld Arend (Aquila).
De ster staat ook bekend als Reda.